# Comités de Defensa de la CNT
El origen de las milicias de la CNT en la guerra civil española está en los Comités de Defensa. Estos comités eran la organización militar clandestina de la CNT, financiada por los sindicatos, y su acción estaba subordinada a estos. Su antecedente son los diferentes grupos de acción, como Los Solidarios, que lucharon contra el pistolerismo de la patronal entre 1917 y 1923. 
En octubre de 1934, el Comité Nacional de los Comités de Defensa abandonó la vieja táctica de los grupos de acción en favor de una seria y metódica preparación revolucionaria. Elaboró una ponencia en la que se afirmaba esto:

No hay revolución sin preparación. Hay que acabar con el prejuicio de las improvisaciones. Ese error de la confianza en el instinto creador de las masas nos ha costado muy caro. No se procuran, como por generación espontánea, los medios de guerra inexcusables para combatir a un estado que tiene experiencia, fuerte armamento y mayor capacidad ofensiva y defensiva.

El grupo de defensa básico debía ser poco numeroso para facilitar su clandestinidad. Debía estar formado por seis militantes, con funciones muy específicas:
- Un secretario, encargado del contacto con otros cuadros, la creación de nuevos grupos y la elaboración de informes.
- Un segundo militante dedicado a la investigación de personas, que debía valorar la peligrosidad de los enemigos, especialmente de curas, de militares y de pistoleros del Libre.
- Un tercero para la investigación de edificios, levantar planos y elaborar estadísticas.
- Un cuarto militante estudiaría los puntos estratégicos y tácticos de la lucha callejera.
- Un quinto se dedicaría al estudio de los servicios públicos: luz, agua, gas, alcantarillado.
- Y un sexto militante encargado de investigar dónde obtener armas, dinero y abastos.

A esa cifra ideal de seis, podía sumarse algún miembro más para cubrir tareas “de sumo relieve”. La clandestinidad debía ser absoluta. Eran el núcleo básico de un ejército revolucionario, capaz de movilizar a grupos secundarios más numerosos, y éstos, a su vez, a todo el pueblo.
El ámbito de acción de cada grupo de defensa era una demarcación muy precisa dentro de cada barrio, señalada sobre plano. El comité de defensa de la barriada coordinaba todos esos cuadros de defensa, y recibía un informe mensual de cada uno de los secretarios de grupo.
La organización de los comités de defensa a escala regional y nacional, encuadraba a aquellos sectores de trabajadores, como ferroviarios, conductores de autocar, trabajadores de teléfonos y telégrafos, carteros y en fin, todos los que por características de su profesión u organización abarcaban un ámbito nacional, destacando la importancia de las comunicaciones en una insurrección revolucionaria. Se dedicaba un cuidado especial al trabajo de infiltración, propaganda y captación de simpatizantes en los cuarteles.
Las funciones esenciales de los comités de defensa eran dos: armas e intendencia, en el sentido amplio de la palabra. Los comités de defensa podían considerarse como la continuidad, reorganización y extensión de los grupos de acción y autodefensa armada de los años del pistolerismo (1917-1923).
Los comités de defensa fueron sustituidos, tras los días de julio, por las Patrullas de Control que actuaban a las órdenes del Comité Central de Milicias Antifascistas de Cataluña. Los comités de defensa fueron reactivados en mayo de 1937.